# Medina malayana
Medina malayana är en tvåvingeart som först beskrevs av Townsend 1926.  Medina malayana ingår i släktet Medina och familjen parasitflugor. Inga underarter finns listade i Catalogue of Life.